# (140) Siwa
Siwa és l'asteroide núm. 140 de la sèrie. Fou descobert el 13 d'octubre del 1874 a Pula per Johann Palisa (1848-1925). És un asteroide gran i fosc del cinturó principal de la classe P (encara que se segueix sospesant la possibilitat que sigui del tipus C). El seu nom es deu a la deessa eslava Živa (o Šiwa) de la fertilitat i l'amor.